# Ailanthone
Ailanthone es un producto químico alelopático que se produce por el árbol Ailanthus altissima que inhibe el crecimiento de otras plantas.